# HCK
HCK (англ. HCK proto-oncogene, Src family tyrosine kinase) – білок, який кодується однойменним геном, розташованим у людей на короткому плечі 20-ї хромосоми. Довжина поліпептидного ланцюга білка становить 526 амінокислот, а молекулярна маса — 59 600.
| 10         |  | 20         |  | 30         |  | 40         |  | 50         |
| ---------- |  | ---------- |  | ---------- |  | ---------- |  | ---------- |
| MGGRSSCEDP |  | GCPRDEERAP |  | RMGCMKSKFL |  | QVGGNTFSKT |  | ETSASPHCPV |
| YVPDPTSTIK |  | PGPNSHNSNT |  | PGIREAGSED |  | IIVVALYDYE |  | AIHHEDLSFQ |
| KGDQMVVLEE |  | SGEWWKARSL |  | ATRKEGYIPS |  | NYVARVDSLE |  | TEEWFFKGIS |
| RKDAERQLLA |  | PGNMLGSFMI |  | RDSETTKGSY |  | SLSVRDYDPR |  | QGDTVKHYKI |
| RTLDNGGFYI |  | SPRSTFSTLQ |  | ELVDHYKKGN |  | DGLCQKLSVP |  | CMSSKPQKPW |
| EKDAWEIPRE |  | SLKLEKKLGA |  | GQFGEVWMAT |  | YNKHTKVAVK |  | TMKPGSMSVE |
| AFLAEANVMK |  | TLQHDKLVKL |  | HAVVTKEPIY |  | IITEFMAKGS |  | LLDFLKSDEG |
| SKQPLPKLID |  | FSAQIAEGMA |  | FIEQRNYIHR |  | DLRAANILVS |  | ASLVCKIADF |
| GLARVIEDNE |  | YTAREGAKFP |  | IKWTAPEAIN |  | FGSFTIKSDV |  | WSFGILLMEI |
| VTYGRIPYPG |  | MSNPEVIRAL |  | ERGYRMPRPE |  | NCPEELYNIM |  | MRCWKNRPEE |
| RPTFEYIQSV |  | LDDFYTATES |  | QYQQQP     |  |            |  |            |

A: Аланін

C: Цистеїн

D: Аспарагінова кислота

E: Глутамінова кислота

F: Фенілаланін

G: Гліцин

H: Гістидин

I: Ізолейцин

K: Лізин

L: Лейцин

M: Метіонін

N: Аспарагін

P: Пролін

Q: Глутамін

R: Аргінін

S: Серин

T: Треонін

V: Валін

W: Триптофан

Кодований геном білок за функціями належить до тирозинових протеїнкіназ родини Src-протеїнкіназ.
Задіяний у таких біологічних процесах, як вроджений імунітет, взаємодія хазяїн-вірус, запальна відповідь, екзоцитоз, альтернативний сплайсинг. 
Білок має сайт для зв'язування з АТФ. 
Локалізований у клітинній мембрані, цитоплазмі, цитоскелеті, ядрі, клітинних контактах, клітинних відростках, цитоплазматичних везикулах, лізосомі, апараті гольджі.